# Sjengavit
För andra betydelser, se Sjengavit (olika betydelser).

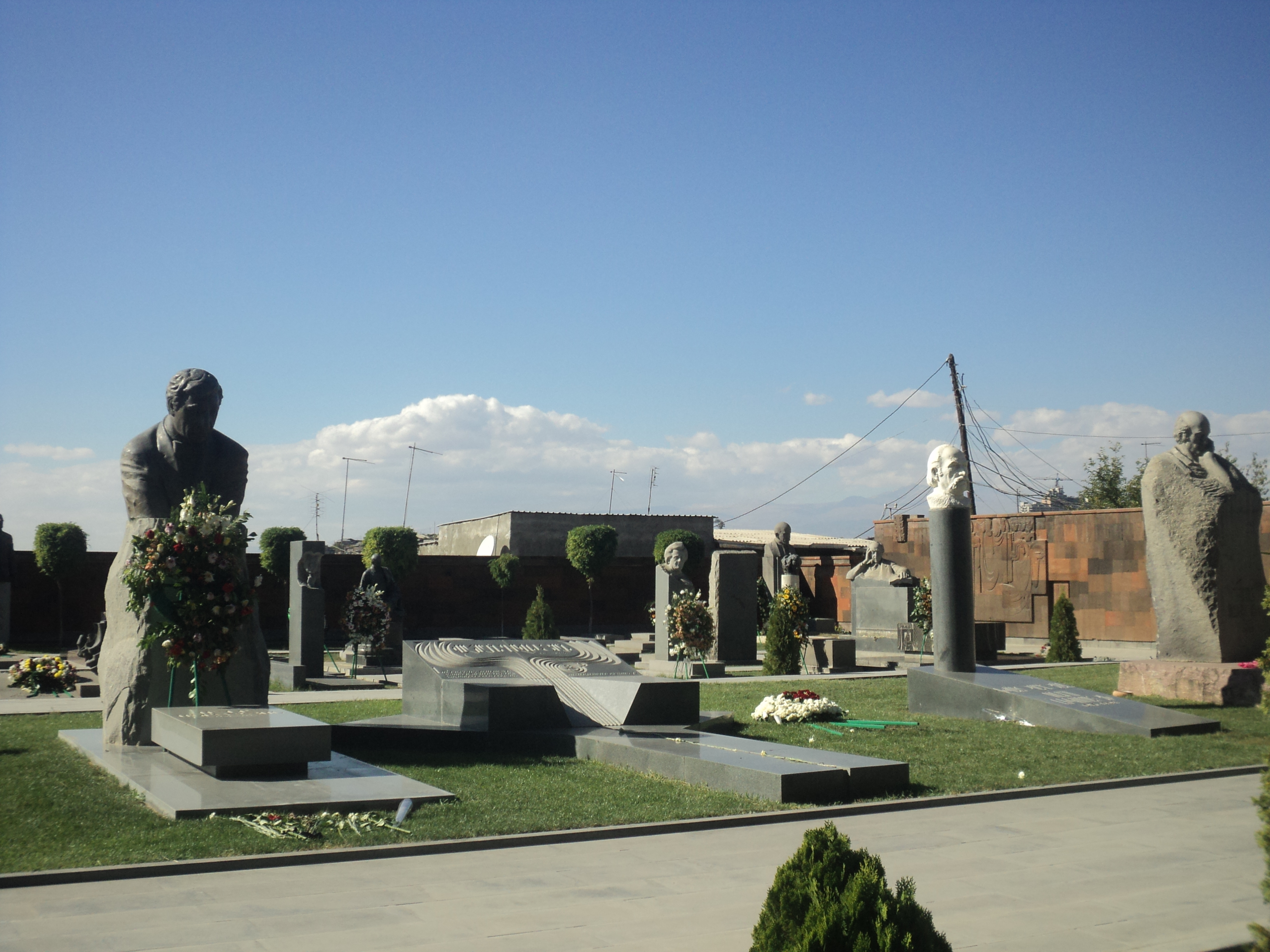
Komitas pantheon

Sjengavit (armeniska: Շենգավիթ) är ett av de tolv distrikten i Armeniens huvudstad Jerevan. Sjengavit ligger i den sydvästra delen av staden. Det gränsar till distrikten Malatia-Sebastia, Kentron, Erebuni och Nubarasjen. I söder gränsar Sjengavit till provinsen Ararat.
År 2016 hade Sjengavit omkring 139 100 invånare och en yta på 48,5 kvadratkilometer. 
Jerevans andra flygplats Erebuni flygplats ligger inom distriktet. Här ligger också Jerevans ångkraftverk.
Sjengavit är ett av Jerevans mest industrialiserade distrikt med många stora industrianläggningar.

## Historia

### Tidig historia

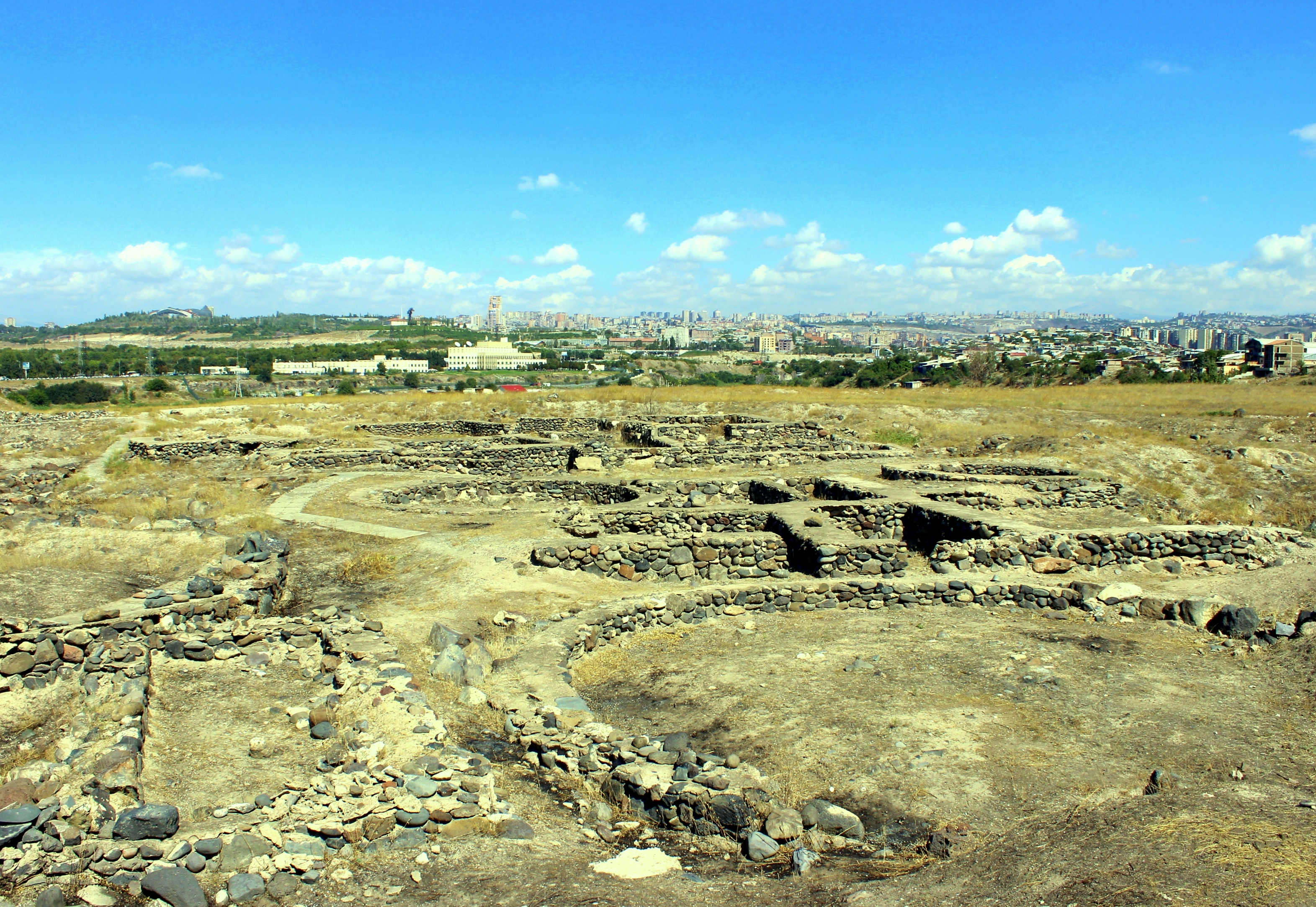
Stengrunder i Sjengavitbosättningen

Den trakt där Sjengavit ligger idag har varit befolkad sedan åtminstone år 3.200 före Kristus, under Kura–Araxeskulturen i tididg bronsålder. Utgrävningar i Sjengavitbosättningen påbörjades 1938 under ledning av arkeologen Jevgeni Bajburdjan (1898–1941), som då grävde ett provdike på kullen. Detta ledde senare till fortsatt arkeologisk utgrävning på platsen, mellan 1958 och 1983 ledda av arkeologen Sandro Sardarjan, samt från år 2000 då omfattande utgrävningar påbörjades under ledning av arkeologen Hakop Simonjan, vilka fortsatte 2009, 2010 och 2012. Dessa omspänner en tidsepok mellan 3200 före Kristus och 2500 före Kristus. Arkeologerna hittade också bevis för senare användning av platsen fram till 2200 före Kristus.
Den arkeologiska platsen Karmir Blur härstammar från första hälften av 600-talet före Kristus. Där låg den tidigare staden och befästningen Tejsjebaini, som byggdes av  kung Rusa II av Urartu.

### Modern historia
Bostadsområdet Tjarbach, som numera ligger inom distriktet Sjengavit, bildades ursprungligen som en liten by 1924 söder om den historiska bosättningen Tejsjebaini på kullen Karmir Blur. Namnet kommer från de persiska orden char (چهار), som betyder fyra, och bagh (باغ), som betyder trädgård. Byn var huvudsakligen hem för armeniska migranter från Nachitjevan och Van i Turkiet (se: Armeniska folkmordet).

## Övriga historiska minnesmärken och museer
- Komitas Pantheon
- Komitas Museum

## Tunnelbanestationer
- Gortsaranajin
- Sjengavit
- Garegin Nzhdehtorget
- Tjarbach station

## Bildgalleri

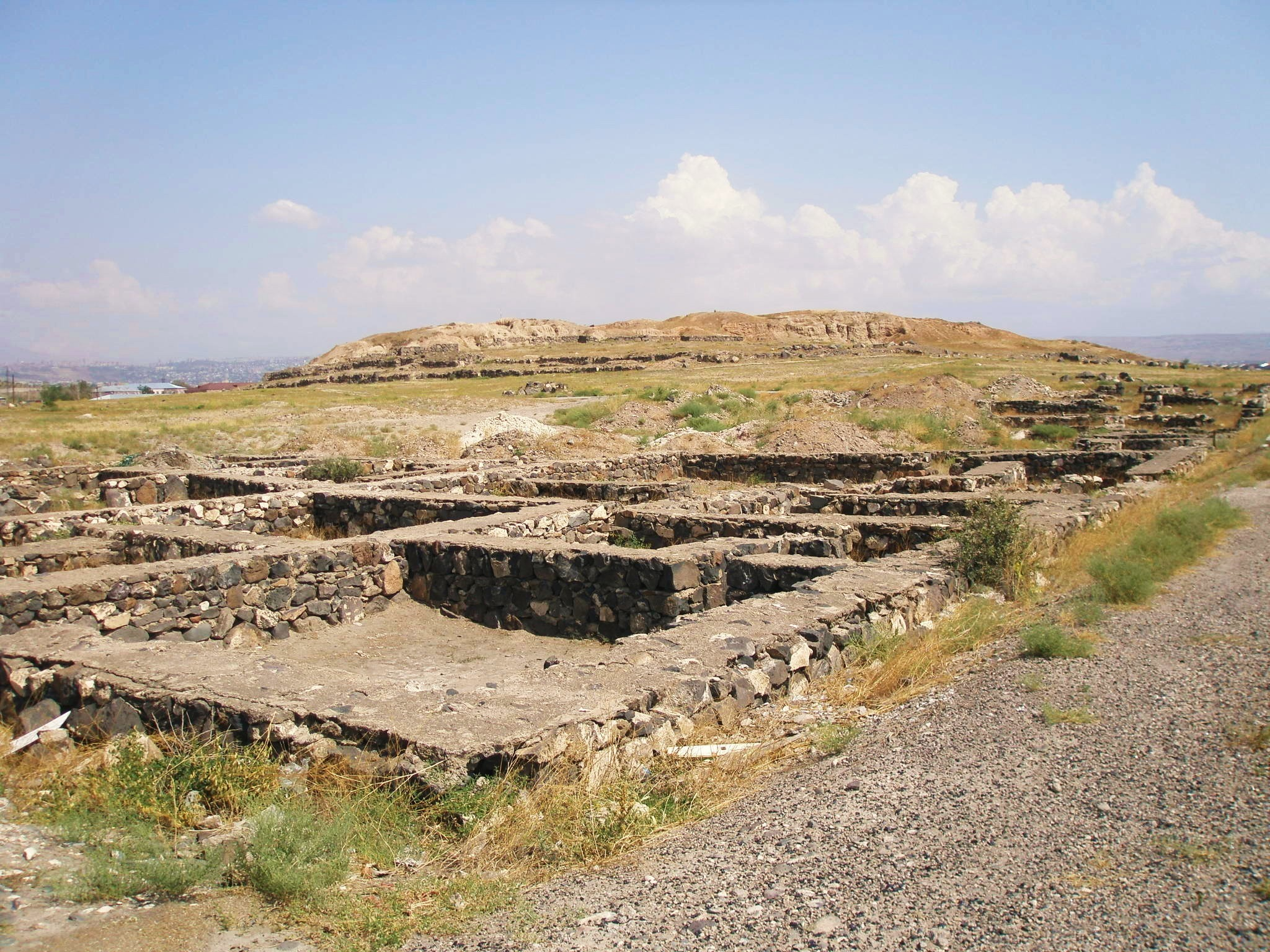
Grunder i bosättningen Tejsjebaini
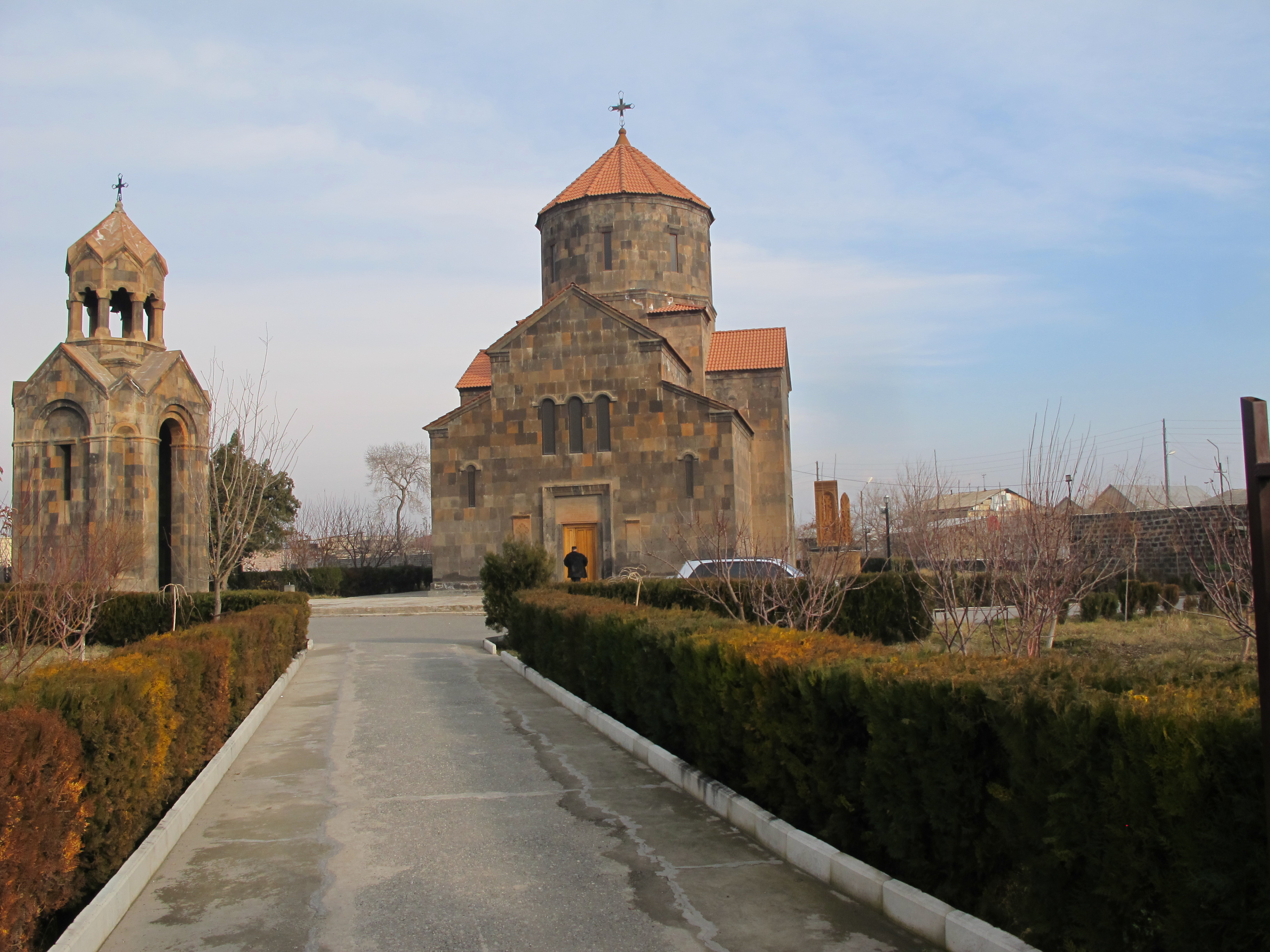
Heliga Korsets kyrka i Nerkin Tjarbach från 2006
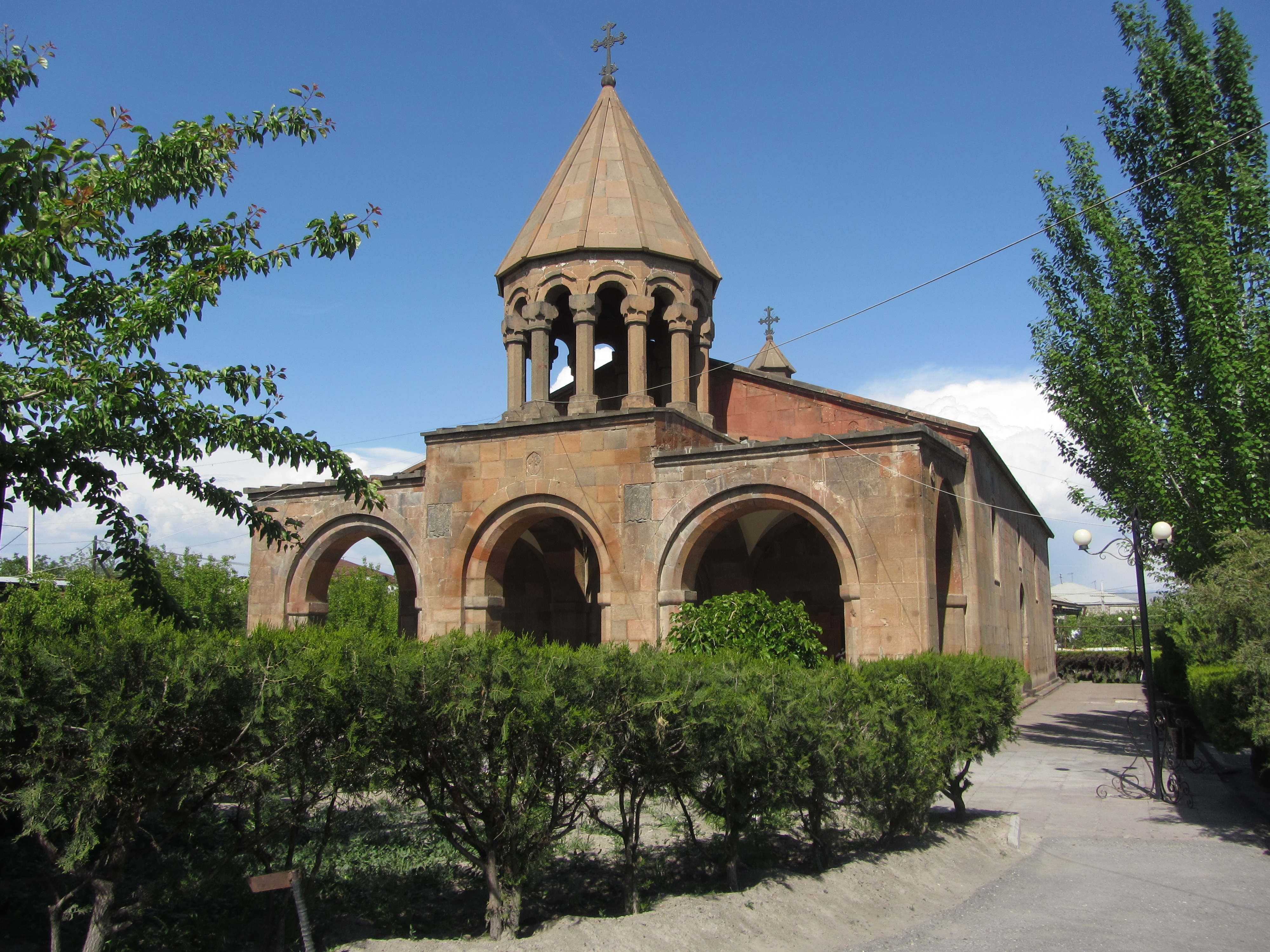
Sankt Göranskyrkan i Noragavit
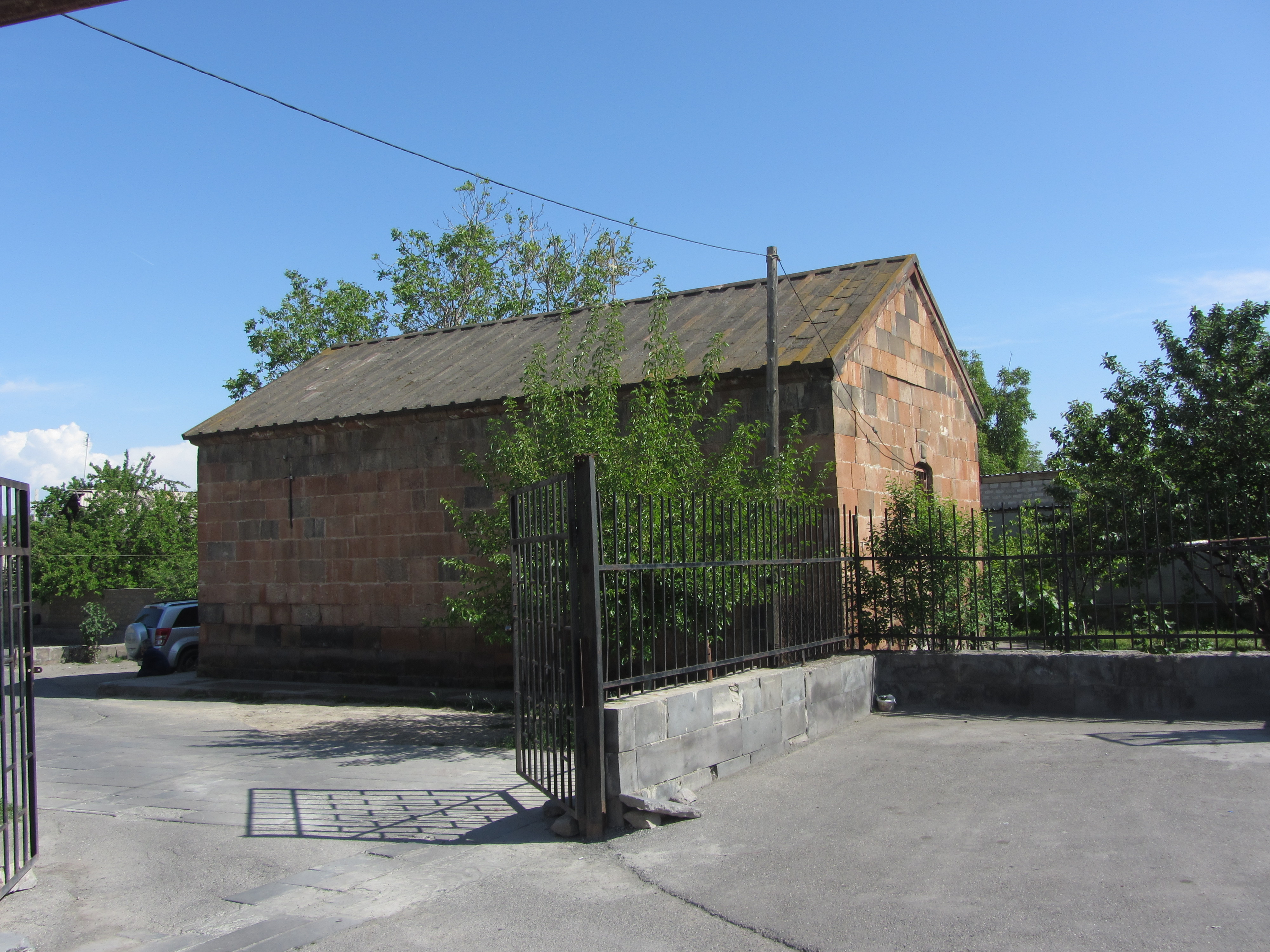
Sankt Göranskyrkan i Noragavit
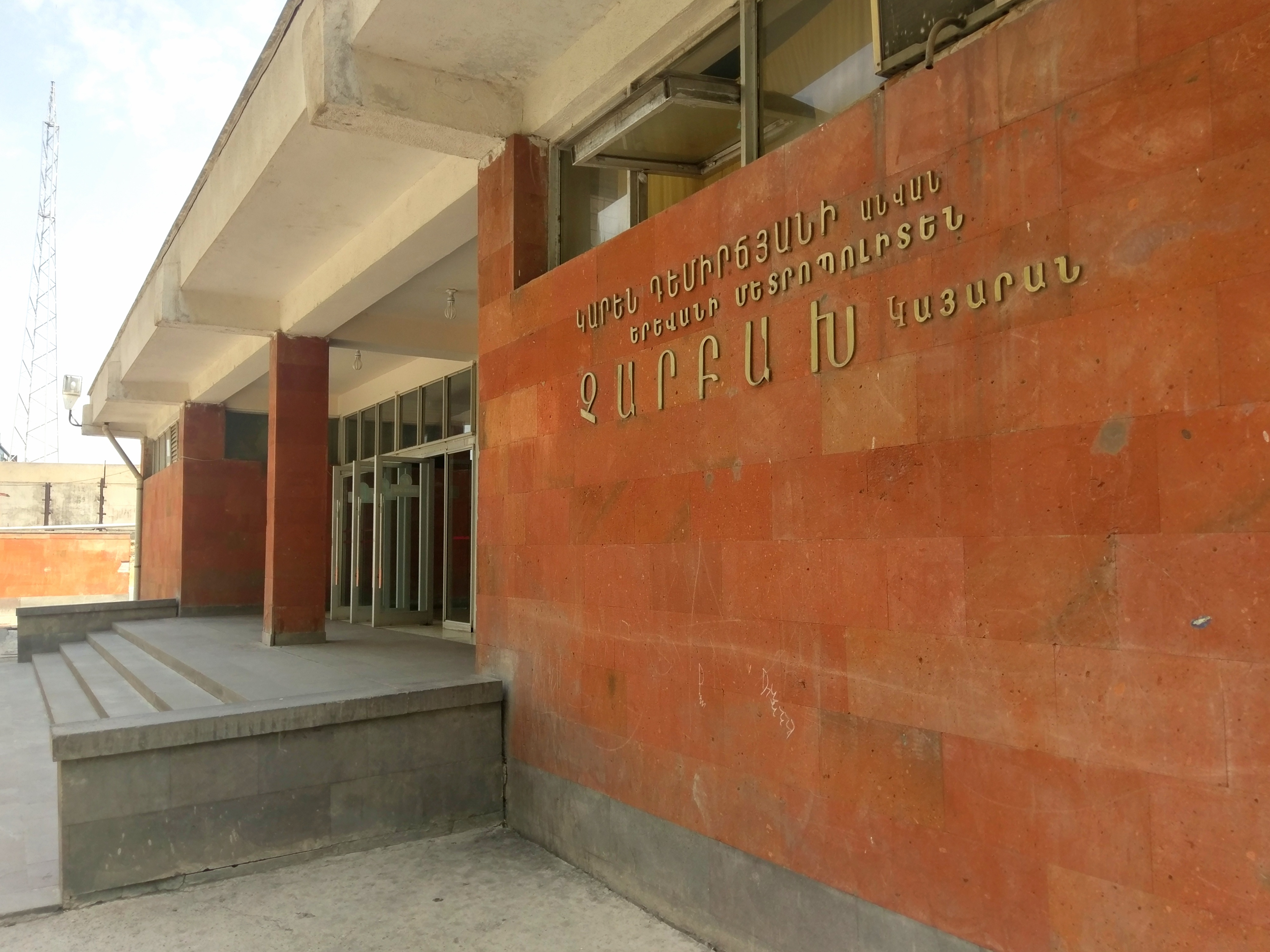
Tjarbach tunnelbanestation
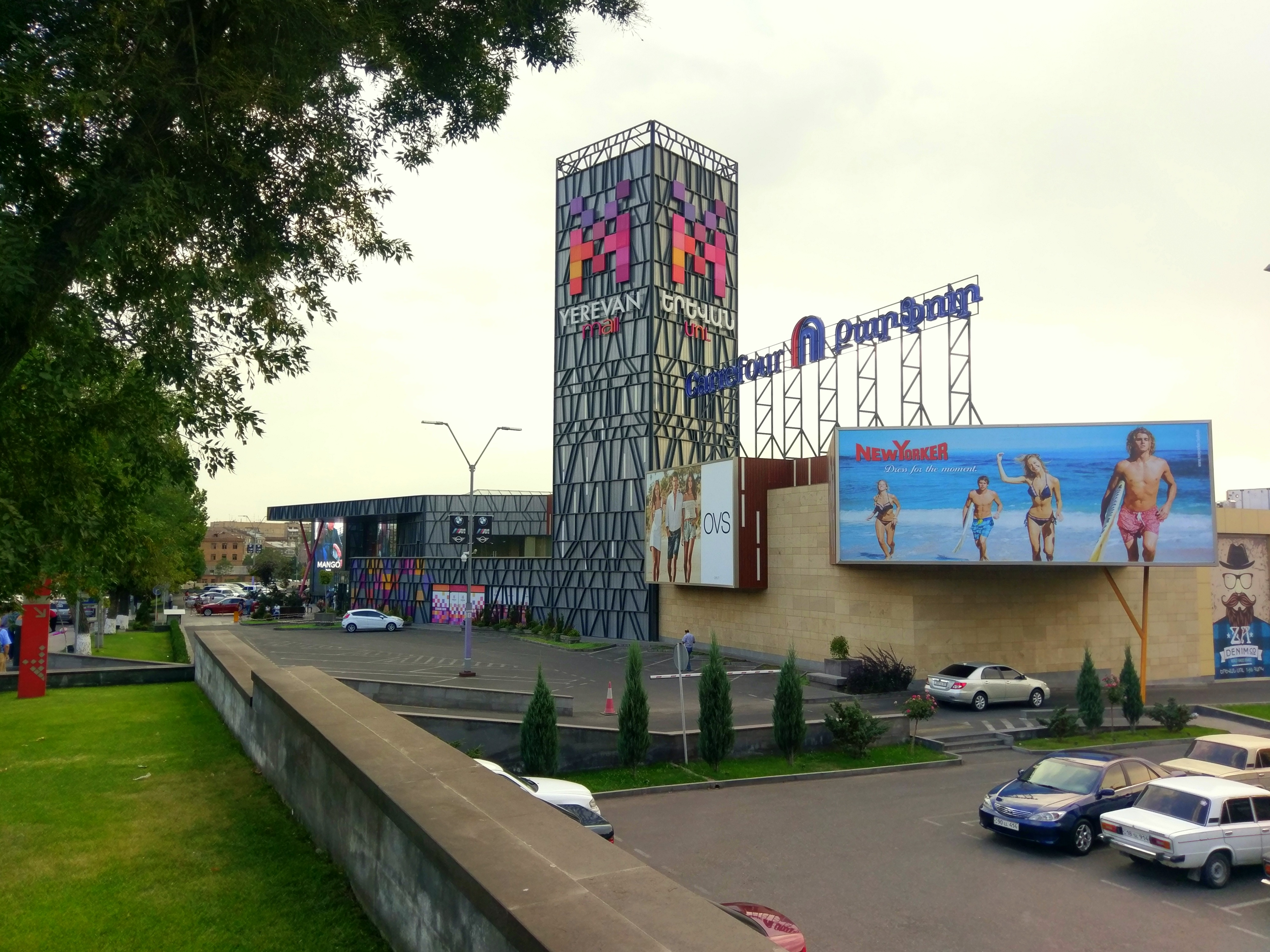
Jerevan köpcentrum